# Municipio de Johnson (condado de Little River)
El municipio de Johnson (en inglés: Johnson Township) es un municipio ubicado en el condado de Little River en el estado estadounidense de Arkansas. En el año 2010 tenía una población de 631 habitantes y una densidad poblacional de 4,37 personas por km².

## Geografía
El municipio de Johnson se encuentra ubicado en las coordenadas 33°36′00″N 93°58′24″O / 33.60000, -93.97333. Según la Oficina del Censo de los Estados Unidos, el municipio tiene una superficie total de 144.34 km², de la cual 134,95 km² corresponden a tierra firme y (6,51 %) 9,4 km² es agua.

## Demografía
Según el censo de 2010, había 631 personas residiendo en el municipio de Johnson. La densidad de población era de 4,37 hab./km². De los 631 habitantes, el municipio de Johnson estaba compuesto por el 54,2 % blancos, el 43,11 % eran afroamericanos, el 0,16 % eran amerindios, el 0,32 % eran asiáticos, el 1,58 % eran de otras razas y el 0,63 % eran de una mezcla de razas. Del total de la población el 3,01 % eran hispanos o latinos de cualquier raza.